# Векерешть (Телеорман)
Векерешть, Векерешті (рум. Văcărești) — село у повіті Телеорман в Румунії. Входить до складу комуни Дрегенешть-де-Веде.
Село розташоване на відстані 92 км на захід від Бухареста, 31 км на північний захід від Александрії, 98 км на схід від Крайови.

## Населення
За даними перепису населення 2002 року у селі проживали 702 особи. Усі жителі села рідною мовою назвали румунську.
Національний склад населення села:
| Національність | Кількість осіб | Відсоток |
| -------------- | -------------- | -------- |
| румуни         | 695            | 99,0%    |
| цигани         | 7              | 1,0%     |